# Estátua equestre de Domiciano
Estátua equestre de Domiciano (em latim: Equus Domitiani) era uma estátua equestre erigida no Fórum Romano em 91 para comemorar a vitória de Domiciano contra os germânicos entre 83 e 85, no centro da praça do Fórum (entre a Coluna de Focas e o Templo de César) onde hoje só restou uma cavidade de formato retangular no pavimento.

## História
Atualmente é possível reconstituir o formato da estátua graças a uma descrição feita por Estácio e uma imagem numa moeda da época preservada no Museu Britânico em Londres (vide). O cavalo tinha uma das patas levantada e sob ela, na base, estava uma personificação do Reno e uma inscrição: "[Progressus Victor usque]/ ad divortia Rheni pervasi hostiles depopulator agro[s] / dum tibi bella foris aeternaq(ue) sudo trophea hister / pacatis lenior ibit aquis".
No local estavam também três blocos de travertino inseridos numa base maciça em opus caementicium e com furos onde estavam afixadas as pernas metálicas que ancoravam os pés da estátua através da fundação. Presume-se que altura da estátua era de 8 metros (12 ou 13 metros contando a base). É quase certo que a estátua foi demolida depois que Domiciano foi assassinado em 96. O pavimento não foi refeito provavelmente porque um outro edifício foi construído no local, supostamente a tribuna visível no centro do Fórum nos relevos trajânicos preservados na Cúria Júlia, possivelmente oriundos dessa mesma tribuna. Ela também foi mais tarde removida (os relevos foram recolocados em duas bases opostas mais ao norte) para abrir espaço para uma outra estátua, possivelmente de Sétimo Severo ou Constantino.